# Зелёная Диброва (Запорожская область)
Зелёная Диброва (укр. Зелена Діброва) — село,
Терсянский сельский совет,
Новониколаевский район,
Запорожская область,
Украина.
Код КОАТУУ — 2323686605. Население по переписи 2001 года составляло 104 человека.

## Географическое положение
Село Зелёная Диброва находится на левом склоне балки Горькая, по дну которой протекает пересыхающий ручей,
выше по течению на расстоянии в 0,5 км расположено село Розовка.

## Известные уроженцы и жители
- Яковенко, Михаил Александрович (род. 1938) — украинский архитектор.